# 阿尔菲奥·米萨吉
阿尔菲奥·米萨吉（義大利語：Alfio Misaggi，1959年2月7日—），意大利前男子水球运动员。他曾代表意大利国家队参加1980年、1984年和1988年夏季奥林匹克运动会水球比赛。